# Klara Lindh
Klara Augusta Bernhardina Lindh, född Hemberg den 21 februari 1877 i Stockholm, död 8 mars 1914 i Gävle, var en svensk rösträttskvinna och redaktör. Hon var en pionjär inom kampen för kvinnlig rösträtt.

## Uppväxt
Klara Lindh föddes på Kungsholmen i Stockholm som dotter till fabriksidkaren Bengt Nilsson Hemberg och Clara Charlotta Karlsson. Hon var sladdbarn, tolv år yngre än sin syster och nio år yngre än sin bror. Familjen Hemberg bodde på Ladugårdslandet och sedan centralt i Stockholm med adressen Vallingatan 17. Klara Lindh växte upp i företagsmiljö med tillgång till huvudstadens alla intryck. Hon var 16 år när hon började vid Franz O Ebels handelsskola i Stockholm där hon lärde sig bokhålleri.
Klara Lindh lärde i Stockholm känna journalisten Karl Magnus Lindh. Han hade teologisk-filosofisk examen från Uppsala universitet, vilket var ovanligt bland journalister vid den tiden. I april 1896 tillträdde han som huvudredaktör för det året innan startade Gefle Dagblad. Året efter, i februari 1897, förlovade sig han och Klara Lindh. De gifte sig i november samma år och fick sedermera tre barn, döttrarna Greta och Karin samt sonen Gunnar.

## Karriär
Klara Lindh är framför allt känd för att på uppdrag av Landsföreningen för kvinnans politiska rösträtt (LKPR) ha startat en rikstäckande artikelserie i vilken ett antal namnkunniga svenska författare och skribenter bedrev opinion för kvinnlig rösträtt. Över 35 tidningar, de flesta liberala, abonnerade på serien som påbörjades 1909 och fortgick till 1920. Den omfattade en artikel i månaden, vilket innebar totalt 129 artiklar av 45 författare. Fyrtio av författarna var kvinnor och fem var män. Flest artiklar skrevs av rösträttsrörelsens nestor Ann Margret Holmgren som bidrog med 14 artiklar. Frigga Carlberg författade 12 artiklar, Gulli Petrini tio och Ellen Hagen åtta. Det var upp till Klara Lindh och hennes samarbetspartner Gerda Modén att avgöra vilka av de erbjudna artiklarna som skulle publiceras. Därutöver bad de ytterligare personer som sympatiserade med kvinnorörelsen om bidrag.
I brev till den ”kvinnliga rösträttsgeneralen” Signe Bergman skrev Elin Wägner, som själv bidrog med två artiklar, att det är ”rätt viktigt vad som står i den där serien”. Artiklarna behandlade rösträttsfrågan i Sverige och internationellt, men också angränsande politiska och sociala ämnen, under första världskriget inte minst fredsfrågan.
Distributionen av artiklarna gick till så att Klara Lindh och Gerda Modén gav artiklarna till Gefle Dagblad, som fick publicera dem utan kostnad mot att tidningen överlämnade så många korrekturavdrag att de kunde postas till övriga tidningar, vilka betalade för införda artiklar. Teknik för kopiering användes ännu inte. Artikelserien var förmodligen unik i det avseendet att den omfattande en politisk kampanj som gick med vinst. När serien avslutades 1920 kunde Gerda Modén redovisa till Centralstyrelsen att den givit rörelsen utomordentlig propaganda men också ett ”icke obetydligt överskott” på 1595 kronor.
Klara Lindh skrev själv två artiklar i artikelserien, först publicerade i Gefle Dagblad den 16 och 17 februari 1912, senare sammanförda till en småskrift med rubriken "Den svenska kvinnorösträttsrörelsens historia i korta drag". Hon börjar där med Fredrika Bremer och beskriver sedan hur rörelsen startade och växte. Hon redovisar också motioner och bakslag i riksdagen. I rörelsen fanns akademiskt skolade historiker, men det var den unga Klara Lindh som svarade för den historik som ansågs viktig för att öka kunskapen och självkänslan i rörelsen. Fyra år efter hennes död skrevs en fortsatt historik, denna gång av den tidigare nämnda Ann Margret Holmgren, som inledde med att hänvisa till Klara Lindhs skrift.
Klara Lindh hade inte bara ansvaret för den stora artikelserien. Hon var också den drivande kraften framför andra i rösträttsföreningen i Gävle, vid tiden Sveriges största stad norr om Stockholm. År 1905 valdes hon till styrelsesuppleant och vice sekreterare. Från 1909 och fram till sin död var hon ordförande. Hon ledde också rörelsens länsförbund i Gävleborg. År 1908 ordnades i Gävle en kurs om samhällsfrågor i kommun och politik med deltagande kvinnor från flera håll i landet. Klara Lindh hade skrivit grundmaterialet till kursen.
När Klara Lindh avled var man mitt uppe i den ena av LKPR:s två stora namninsamlingar, och även den lokala ledningen av det arbetet övertogs av Gerda Modén. Man fick i länet in 18 666 namn. I en tidig lokal historik sägs att ”vilken betydelse fru Lindh hade för föreningen det fattade vi nog inte förrän hon var borta”. I en senare historik anges hon som själen och den drivande kraften: ”Med sin starka rättskänsla, sitt klara logiska intellekt samt sin lätthet att tala och sin förmåga att vinna människor var hon en idealisk ledare.”

## Död
Klara Lindh opererades i buken och avled strax efter i en plötslig inre blödning, den 8 mars 1914. Hon var då endast 37 år gammal. Maken Karl Magnus Lindh blev svårt tagen av hustruns död och verkade tappa all kraft. Han avled därefter i december 1918. Klara Lindhs bortgång kom som en chock också för hennes medarbetare för kvinnlig rösträtt, vilket framgår tydligt i Elin Wägners minnesord, ”En ädel kvinnas gärning” i Idun 22 mars 1914. ”Med Klara Lindh förlorar den svenska kvinnorösträttsrörelsen i vårt land en av sina dugligaste, trofastaste och offervilligaste arbetare, och vad som är bittrast, förlorar henne ännu ung." Gerda Modén övertog efter Klara Lindhs död både ansvaret för artikelserien och ordförandeskapet i rösträttsföreningen i Gävle.

## Eftermäle
År 2008 inrättades det årliga Klara Lindh-stipendiet på 50 000 kronor. Det utdelas till en journalist inom mediekoncernen MittMedia som under året i Klara Lindhs anda ”gjort en betydande journalistisk insats för att i vid mening verka för demokrati och allas likaberättigande”.